# Perito
Perito är en ort och kommun i provinsen Salerno i regionen Kampanien i Italien. Kommunen hade 898 invånare (2017).